# 深川繁治

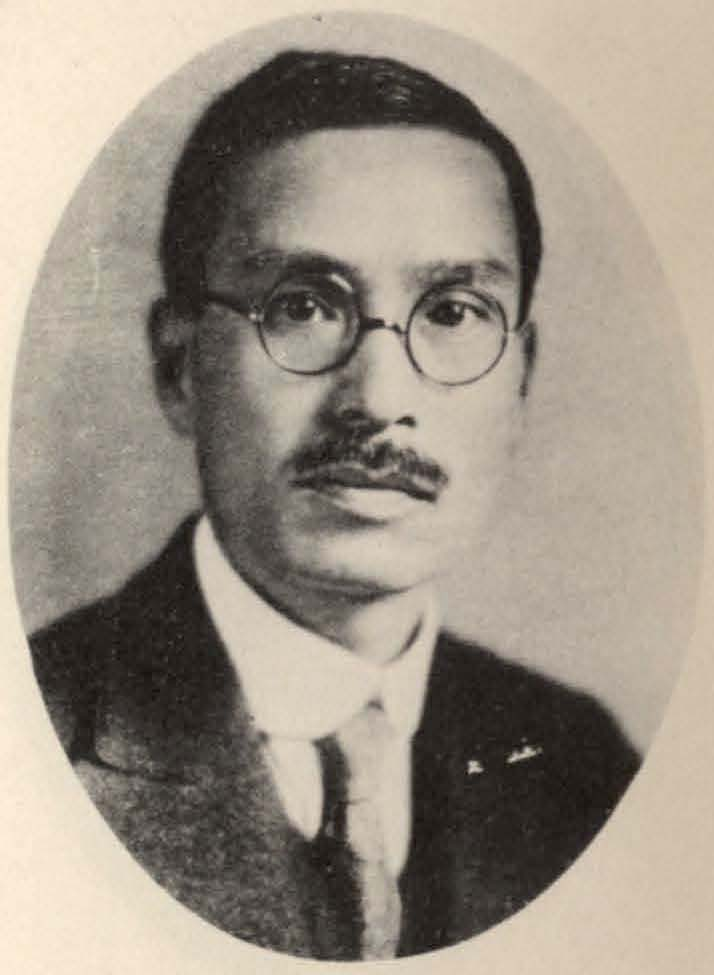
深川繁治

深川 繁治（ふかがわ しげはる、1887年〈明治20年〉3月25日 - 1976年〈昭和51年〉9月6日）は、日本の逓信官僚。台湾総督府官僚。

## 経歴
佐賀県出身。1911年（明治44年）、高等文官試験に合格し、翌年に東京帝国大学法科大学法律学科を卒業した。逓信管理局書記、逓信局事務官、通信副事務官・税関副事務官、東京中央郵便局長などを歴任。1920年（大正9年）、台湾総督府事務官に転じ、逓信局庶務課長・海事課長を経て、交通局参事・逓信部長、台北州内務部長などを務めた。1932年（昭和7年）に交通局理事・逓信部長に就任し、1935年（昭和10年）には文教局長に転じた。
1937年（昭和12年）に退官した後は、台湾放送協会常務理事を1943年（昭和18年）まで務めた。